# Robert Jarvis
Robert Jarvis (*  1963) ist ein britischer Improvisationsmusiker (Posaune, Komposition) und Klangkünstler.

## Leben und Wirken
Jarvis arbeitete im Laufe seiner Karriere ab 1985 in einer Vielzahl von Formationen, darunter dem London Improvisers Orchestra (The Hearing Continues 2000), Tongues of Fire, mit Hugh Hopper, Paul Rutherford und dem holländischen NDIO Projekt (mit Frank van der Kooy, Hugh Hopper, Niels Brouwer, Pieter Bast). Ende der 1990er-Jahre entstand sein Debütalbum Carving Up Time (Slam Records, 2001, u. a. mit Frank van der Kooij, Henk de Laat, Oscar Schulze) gefolgt von Magic Stones (2006). Jarvis war von 1994 bis 2010 an 17 Aufnahmesessions beteiligt. 2015 spielte er in der Formation Underground of Invention mit Scott Fields, Robert Landfermann, Etienne Nillesen und Eckard Vossas. Er erhielt ferner Kompositionsaufträge des British Council in China; für seine Komposition Disappear bekam er 2005 den British Composer Award in der Kategorie New Media, 2006 für Magic Stones. Außerdem fertigte er mehrere Klanginstallationen, wie Echolocation im Hannah Peschar Sculpture Garden in Surrey.